# Клейдыш, Мария
Мария Клейдыш (пол. Maria Klejdysz; 5 марта 1927 — 21 ноября 2009) — польская актриса театра, кино, радио и телевидения.

## Биография
Мария Клейдыш родилась в Богуцице (район города Катовице). Дебютировала в театре в 1948 году (Старый театр в Кракове). Актёрское образование получила в Государственной высшей театральной школе в Кракове, которую окончила в 1952 году. Актриса театров в Кракове и Варшаве. Выступала в спектаклях «театра телевидения» (в 1961—2005 годах) и в «театре Польского радио». Умерла в Сколимуве (район города Констанцин-Езёрна), похоронена на кладбище в Констанцин-Езёрне (Сколимуве).

## Избранная фильмография
- 1957 — Утраченные чувства / Zagubione uczucia
- 1961 — Безмолвные следы / Milczące ślady
- 1965 — Горячая линия / Gorąca linia
- 1970 — Романтики / Romantyczni
- 1971 — Золотой Круг / Złote Koło
- 1974 — Её портрет / Jej portret
- 1975 — Опали листья с деревьев / Opadły liście z drzew
- 1975 — Игроки / Hazardziści
- 1976 — Большая система / Wielki układ
- 1976 — Лебёдка / Dźwig
- 1976 — Прежде чем наступит день / Zanim nadejdzie dzień
- 1976 — Польские пути / Polskie drogi
- 1978 — Роман и Магда / Roman i Magda
- 1979 — Утренние звезды / Gwiazdy poranne
- 1981 — Знахарь / Znachor
- 1982 — Отплата / Odwet
- 1984 — Ультиматум / Ultimatum
- 1984 — Убийство тёти / Zabicie ciotki
- 1986 — Чужеземка / Cudzoziemka
- 1986 — Предупреждения / Zmiennicy
- 1987 — Ангел в шкафу / Anioł w szafie
- 1987 — Баллада о Янушике / Ballada o Januszku
- 1993 — Случай Пекосинского / Przypadek Pekosińskiego
- 1995 — История о мастере Твардовском / Dzieje mistrza Twardowskiego
- 1996 — Девочка Никто / Panna Nikt
- 1997 — Любовные истории / Historie miłosne
- 1999 — Неделя из жизни мужчины / Tydzień z życia mężczyzny
- 2000 — Жизнь как смертельная болезнь, передающаяся половым путём / Życie, jako śmiertelna choroba przenoszona drogą płciową
- 2002 — Дополнение / Suplement
- 2003 — Погода на завтра / Pogoda na jutro
- 2003 — Симметрия / Symetria
- 2005 — Несколько человек, мало времени / Parę osób, mały czas
- 2006 — Уроки английского / Job, czyli ostatnia szara komórka
- 2008 — Сердце на ладони / Serce na dłoni
- 2009 — Последняя акция / Ostatnia akcja